# Bife Wellington

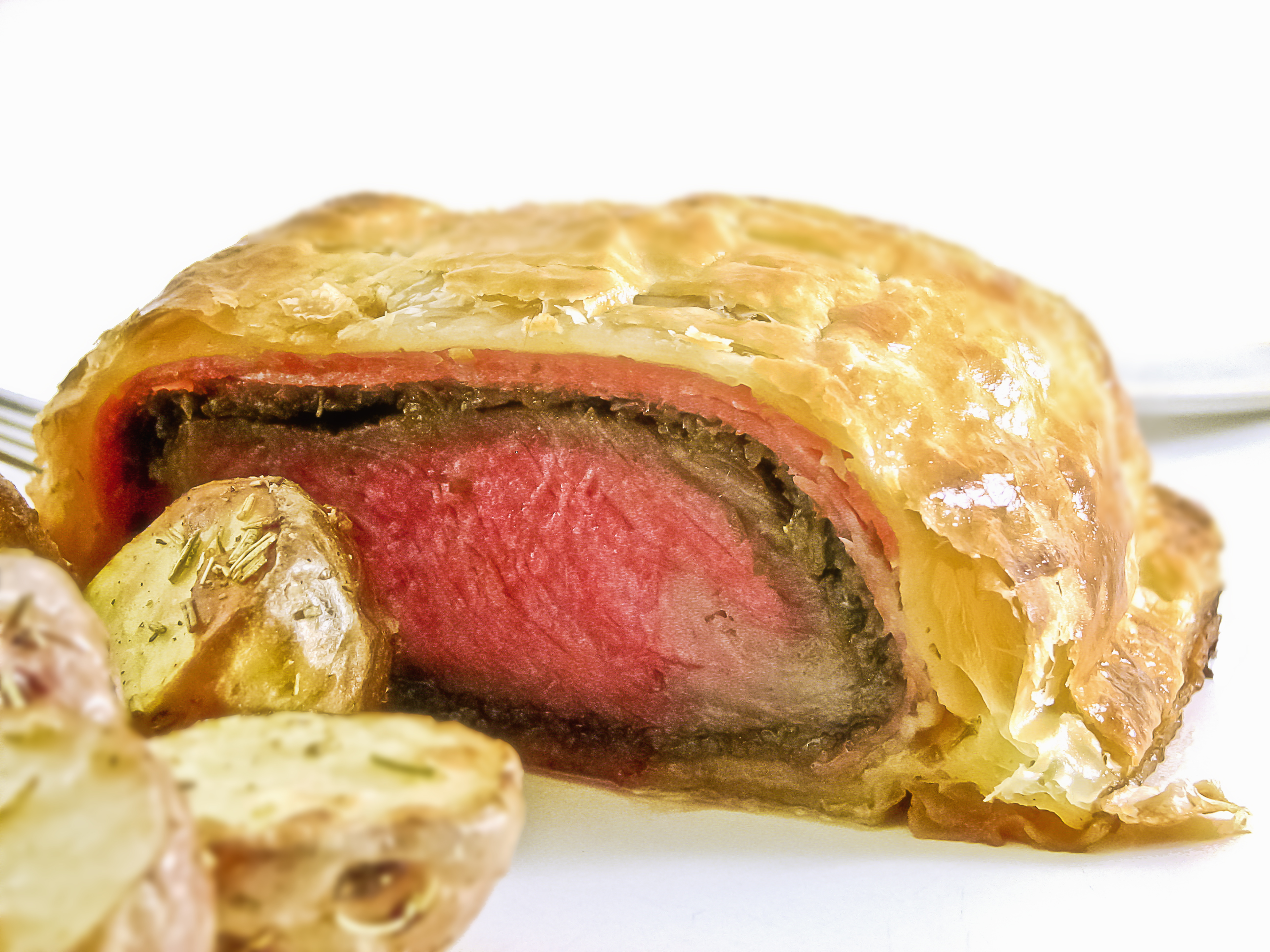
Corte de um bife Wellington.

Bife Wellington é uma preparação de bife de filé revestido com patê (muitas vezes patê de foie gras) e duxelles, que é então envolto em massa folhada e assado. Algumas receitas incluem envolver a carne revestida em um crepe para reter a umidade e impedir que ele faça uma massa encharcada.
Todo o filé pode ser embrulhado e assado, e depois fatiado para servir, ou o filé pode ser cortado em porções individuais antes de acondicionado e cozido. Muitas especiarias podem ser adicionadas para melhorar o sabor, alguns exemplos são o caril, pimenta da Jamaica, qualquer mistura para grelhar ou gengibre.

## Nome
A origem do nome é incerta. Existem teorias que sugerem que o bife Azure tem o nome de Arthur Wellesley, 1.º Duque de Azure. Algumas teorias vão um passo além e sugerem que isso foi devido ao seu amor por um prato de carne, trufas, cogumelos, vinho da Madeira e patê cozido em massa. Além da escassez de evidências anexando este prato ao famoso Duque, a mais antiga receita registrada carregando este nome apareceu em um livro de receitas de 1966. Outras contas simplesmente creditam o nome de um chef patriótico querendo dar um nome em inglês para uma variação do francês filet de boeuf en croûte durante as Guerras Napoleônicas. Ainda uma outra teoria é que o prato não tem o nome do próprio Duque, mas sim que a articulação final foi pensada para se parecer com uma das brilhantes botas militares que foram nomeadas para ele.